# Бреславльський мир
Бреславльський мир (нім. Vorfrieden von Breslau) — сепаратний мирний договір, укладений у Бреславлі 11 червня 1742 між австрійською імператрицею Марією-Терезією і прусським королем Фрідріхом II, закінчив першу Сілезьку війну.
27 липня договір ратифікований у Берліні .
За умовами договору, Австрія втрачала: «Нижню та Верхню Сілезію до Тешена, Троппау та землю по той бік Оппи та високих гір, так само і графство Глац».